# 甜脆豆

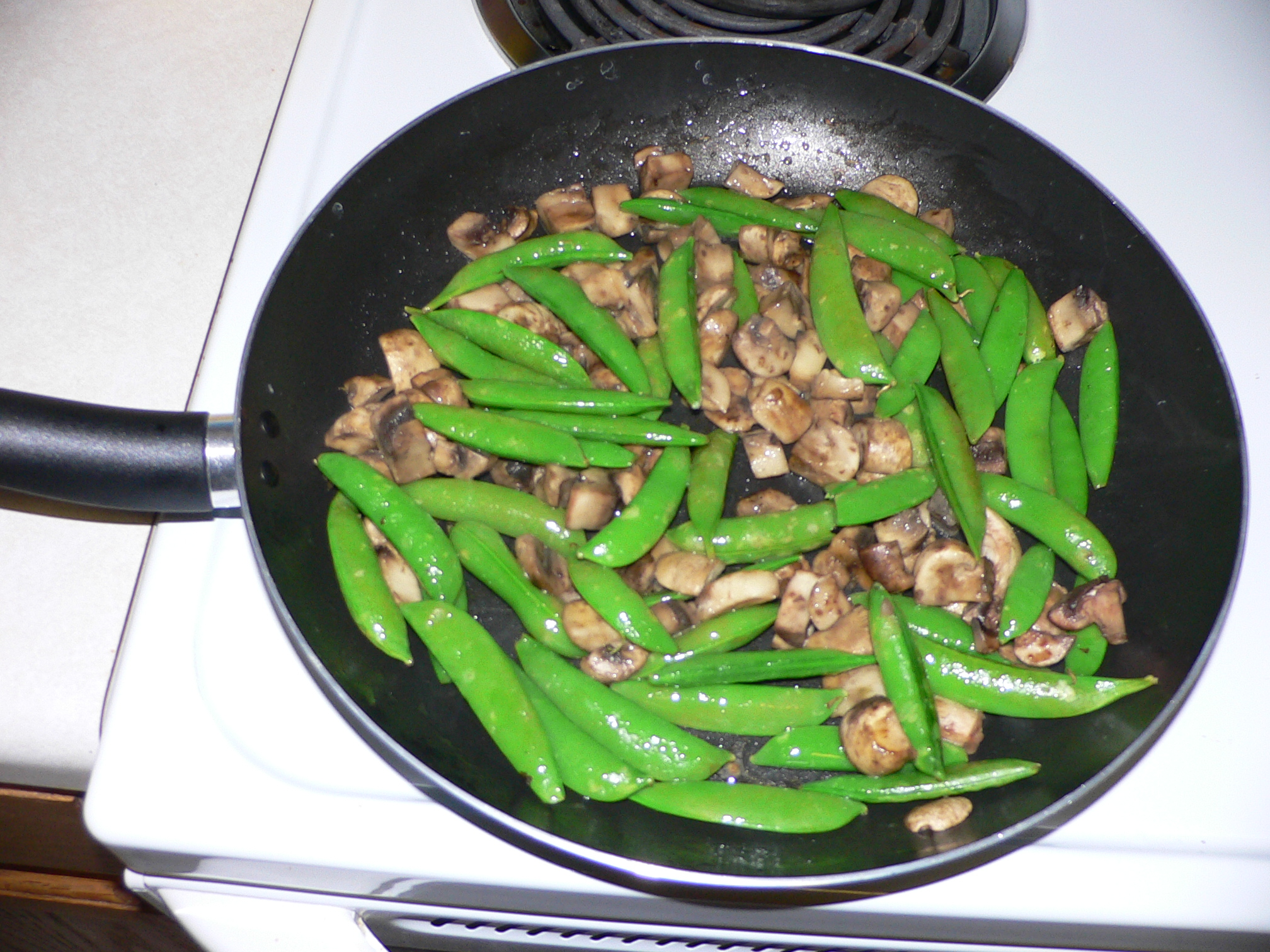

甜脆豆或甜脆豌豆（英語：sugar snap pea），也叫脆豌豆（英語：snap pea）、圆荷兰豆，是指厚皮圆身的软荚豌豆，荚豆皆可食用。有些中文资料将甜脆豆称为甜豆、蜜糖豆，但英语中的其实是荷兰豆与甜脆豆的统称。

## 起源
至少在19世纪欧洲就已经出现了甜脆豆，但到了20世纪中期，这些早期的甜脆豆基本上已在市场上绝迹。直到70年代，博士在美国爱达荷州将荷兰豆与博士于1952年发现的食粒菜豌豆厚荚突变株系RS87杂交，才重新育成了甜脆豆，即现代甜脆豆的鼻祖。